# 過庭訓
過庭訓（1574年—1628年），字爾韜，號成山，浙江平湖縣人。明朝政治人物。

## 生平
萬曆二年（1574年）生。萬曆三十二年（1604年）進士，初授江陵知縣。當時江陵有淤田數萬畝，為土豪所霸占。過庭訓上任後，清丈田畝，歸還良田於民。升為雲南道御史。萬曆四十二年（1614年）起，山東年年爆發蝗災，飛蝗蔽天，食盡莊稼，朝廷派過庭訓前往山東賑災。庭訓鼓勵消滅蝗蟲，捉得蝗蟲與蝗子一升者，換餅三十箇，以為五日之糧。並宣稱捕蝗三百石者，得以成為儒學生員，謂之“蝗生”。天啓初年，官至福建按察使，擢拔為應天府丞，未及上任而卒。

## 著作
著有《直省分郡人物考》、《聖學嫡派》、《性理翼明》、《平平草》、《名臣類編》等。